# Sermoise-sur-Loire
Sermoise-sur-Loire är en kommun i departementet Nièvre i regionen Bourgogne-Franche-Comté i de centrala delarna av Frankrike. Kommunen ligger i kantonen Nevers-Sud som tillhör arrondissementet Nevers. År 2022 hade Sermoise-sur-Loire 1 490 invånare.

## Befolkningsutveckling
Antalet invånare i kommunen Sermoise-sur-Loire
| Referens: INSEE |